# Polovli, Volodîmîreț
Polovli (în ucraineană Половлі) este localitatea de reședință a comunei Polovli din raionul Volodîmîreț, regiunea Rivne, Ucraina.

## Demografie
Componența lingvistică a localității Polovli
     Ucraineană (99,43%)
     Alte limbi (0,46%)
Conform recensământului din 2001, majoritatea populației localității Polovli era vorbitoare de ucraineană (99,43%), existând în minoritate și vorbitori de alte limbi.